# 梁漢文2012 Big Man演唱會

## 簡介
梁漢文2012 Big Man演唱會是歌手梁漢文入行20周年紀念演唱會，亦是第3次紅館個唱。日期為2012年1月28日至29日，一共兩場。為配合演唱會，梁漢文事前推出了演唱會的主題曲《Big Man》，及20周年紀念歌曲《大男人情歌》，而其太太林文慧擔任是次演唱會形象指導，並邀得著名時裝設計師陳華國參與，總共有７套華麗的服裝。
因是次演唱會大部分曲目之版權歸華星唱片所有，故基於高昂版權費問題而沒有製作現場錄製產品。

## 巡演地點
| 日期         | 國家 | 城市 | 場地                   | 附註 |
| ------------ | ---- | ---- | ---------------------- | ---- |
| 2012年9月1日 | 澳門 | 澳門 | 澳門威尼斯人金光綜藝館 |      |